# Charlotta Berger
Christina Charlotta Ulrika Berger, född Cronhielm af Hakunge 21 augusti 1784 i Linköping, död 25 maj 1852 i Linköping, svensk grevinna, författare och sångtextförfattare.

## Biografi
Charlotta Berger föddes grevinna Cronhielm af Hakunge som dotter till majoren Carl Emil Cronhielm och hans andra hustru friherrinnan Hedvig Ulrika Boije af Gennäs. Hon var syster till Otto August Cronhielm och från 1817 gift med kompositören major Johan Göran Berger. Hennes morbror var Fredrik Boye som gav ut Magasin för konst, nyheter och moder, där hon även medverkade.
Charlotta Berger debuterade med romanen De franska krigs-fångarna i Sverige 1815 snabbt följd av Hilda och Ebba eller Ruinerna vid Brahehus och Trollgrottan i San Miniatos dal 1816 samt Albert och Louise eller Den dubbla upptäckten 1817. Hennes första romaner mottogs väl, vid denna tid var de flesta romaner som utgavs i Sverige översättningar, och de få försöken att skriva egna svenska romaner mottogs välvilligt. Berger anslöt sig till den sentimentala familjeromanen, med ett tydlig inflytande från Samuel Richardson. Efter giftermålet minskade hennes utgivning, men 1828 utkom Agnes och Alfred eller De trenne äpplena och 1846 novellsamlingen Noveller.
Charlotta Berger publicerade en rad noveller och romaner, varav flera gick som följetonger i Aftonbladet. Under signaturen Ch***** skrev hon dikter och översättningar som trycktes i den illustrerade månadstidningen Magasin för konst, nyheter och moder, som utkom 1823–1844. Här publicerades 1826 hennes mest kända verk, balladen Kors på Idas grav, som är tonsatt av hennes man.

### Översättning
- Rousseau, Jean Jacques (1820). Drottning Capriciosa. Rimsaga. Öfversättning efter La reine fantasque, prosaisk berättelse af J.J. Rousseau. Stockholm. Libris 2431347

### Redaktörskap
- Swensken på Timor. Berättelse från engelskan. Stockholm. 1815. Libris 2417355